# Fistola enterovescicale
Si definisce fistola enterovescicale la condizione patologica caratterizzata da una anomala comunicazione tra lume vescicale e lume intestinale; la fistola enterovescicale è un tipo particolare di fistola.
Le fistole enterovescicali possono essere classificate in quattro tipi principali, in base al segmento enterico coinvolto: fistole colovescicali, rettovescicali, ileovescicali,
appendicovescicali. Le fistole colovescicali sono la forma più frequente, e solitamente si instaurano tra colon sigmoideo e cupola vescicale. In termini generali, le fistole colovescicali rappresentano circa il 70% del totale, le ileovescicali il 15%, le rettovescicali il 10%.